# Мельничук Тарас Юрійович
Тара́с Ю́рійович Мельничу́к (20 серпня 1938, с. Уторопи — 29 березня 1995, Коломия) — український поет-дисидент, в'язень радянських таборів та жертва репресивної психіатрії. Лауреат Шевченківської премії (1992).

## Життєпис
Після закінчення десятирічки Тарас Мельничук працював коректором районної газети «Радянська Гуцульщина», далі — в Комі АРСР лісорубом, валовідбійником на Донбасі, служив у лавах Радянської армії.
1958 — вступив до Чернівецького державного університету. На третьому курсі покинув навчання й поїхав за комсомольською путівкою на будівництво Криворізького гірничо-збагачувального комбінату, далі впродовж двох років працював теслею на будовах Красноярського краю.
1964 — поновився в університеті, з якого через півтора року був відрахований за вільнодумство.
Працював у редакціях районних газет Глибокої, Хотина, Косова, Верховини, Івано-Франківська.
1967 — у видавництві «Карпати» вийшла його перша збірка віршів «Несімо любов планеті».
1967 — вступив на заочне відділення Московського літературного інституту.
Здав рукопис збірки віршів «Чага» у видавництва «Карпати» та «Радянський письменник», що стало причиною його арешту 24 січня 1972 року під час масових репресій проти української інтелігенції. Відбував покару в Пермських таборах, звідки вийшов на волю в березні 1975 року. Перебував під наглядом органів радянської держбезпеки.
Квітень 1979 — через спровокований КДБ інцидент, за «вчинення опору працівникові міліції» (а насправді за антирадянську діяльність[джерело?]), Тарас Мельничук був арештований на 4 роки. Далі — кілька років адміністративного нагляду, поневіряння в пошуках роботи.
1982 — у видавництві «Смолоскип» у Торонто без відома автора вийшла збірка його віршів «Із-за ґрат».
Після повернення із тюрми Тарас Мельничук почав багато пити. Попри застереження друзів та їх намагання допомогти, урешті-решт він потрапив на курс лікування до спеціальної лікарні в Джурові. За припущенням, таким чином КДБ розраховувало звести нанівець авторитет поета та одночасно підірвати стан його здоров'я через ліки. 1985 року після його втечі з Джурова Мельничука було запроторено до психлікарні в Підмихайлівцях. Звільнений він був лише 27 квітня 1986 року, одразу після Чорнобильської аварії. Поету повідомили, що на нього тоді готувалося нове ув'язнення, але увагу радянських спецорганів було відвернуто техногенною катастрофою.
1990 — вийшли збірки «Строфи із Голгофи» (Велика Британія) та «Князь роси» (Київ, видавництво «Молодь»).
1990 — вступив до Спілки письменників України.
1992 — за книжку «Князь роси» удостоєний Державної премії України імені Т. Г. Шевченка.
Останні роки прожив у Коломиї.
1994 — у Коломийській друкарні ім. Шухевича побачила світ збірка поезій «Чага» (завдяки директорові друкарні Михайлові Андрусяку).
Похований на місці колишнього рідного обійстя в Уторопах.
Щороку 19 серпня, на День міста в Коломиї, вручають міську літературну премію імені Тараса Мельничука.
З 2018 року діє віртуальна сторінка Тараса Мельничука, де розміщені рукописи поета, світлини та інші матеріали, пов'язані з його творчістю.

### Прижиттєві видання
- Несімо любов планеті (— Ужгород: Карпати, 1967. — 42 с.)
- Із-за ґрат (— Торонто: Смолоскип, 1982. — 84 с.)
- Строфи із Голгофи (Велика Британія, 1990) — тривають дискусії чи ця книжка справді була видана.[3]
- Князь роси (— Київ: Молодь, 1990. — 152 с.)
- Чага (— Коломия: Вік, 1994. — 175 с.)

### Посмертні видання
- Твори в трьох томах. (Коломия: Вік, 2003)
- Князь роси: вибране. (Київ: А-БА-БА-ГА-ЛА-МА-ГА, 2012. — 288 с. — ISBN 978-617-585-032-9)
- Моє ліплення оленя. (Брустурів: Дискурсус, 2018)
- Юнак милується автоматом. (Брустурів: Дискурсус, 2019)

### Про нього
Савчук Микола. "Тарас Мельничук: «Я - іскорка Його» // Вісник Коломиї. 1991. 17 серпня. С. 6.
Савчук Микола. Про того, що прийшов з неба і в небо повернувся // Молодь України. 1995. 20 квітня. С. 3.
- Гусар Ю. Тарас - «Князь роси»: [Про Тараса Мельничука] / Юхим Гусар // Буковинське віче. 2010. 3 березня (№ 16). С. 4.
- Курищук Галина. Встати! Суд іде!.. (Косів, 1998; 110 с.) - авторка є двоюрідною племінницею поета.
- Машталер Галина. Вивчення творчості Тараса Мельничука в школі (Тернопіль, 2004; 47 с.)
- Пастух Т. Дихотомія поезії Тараса Мельничука: https://zbruc.eu/node/90892
- Посічанський М. Вічний блукалець і бунтар – Тарас Мельничук: https://galychyna.if.ua/analytic/vichniy-blukalets-i-buntar-taras-melnichuk/
- Попадюк Манолій, Максимчук Віктор (упор.) Літературний музей Тараса Мельничука (Вижниця: Черемош, 2006; 47 с.)
- Попадюк Манолій, Максимчук Віктор (упор.) Князь вільного слова: Спогади про Т. Мельничука (Вижниця: Черемош, 2008; 262 с.)
- Зелененька Ірина. «Чиї це ілюзії стенають плечима якого народу?»: Тарас Мельничук і літературний процес 60-х - 90-х років 20 століття (Вінниця, 2008; 115 с.)
- Ярош Ярослав. Залізний Зек або Зимна Зелень (Івано-Франківськ: Місто НВ, 2008; 56 с.) - драма про Тараса Мельничука і його першу дружину Марію.
- Бурлака: спогади про Тараса Мельничука / упоряд: Є. Баран, М. Лазарук. Івано-Франкувськ: Місто НВ, 2018. 247 с. (Серія «Бібліотека Івано-Франківської організації Національної спілки письменників України» ; вип. 9 / ідея серії Є. Баран).

## Відеографія
- Тарас Мельничук. Доля i слово (документальний телевізійний фільм; цикл «Лицарі духу», К.: Укртелефільм, 1992)
- Виступ Тараса Мельничука на врученні Шевченківської премії (1992) [Архівовано 19 вересня 2016 у Wayback Machine.]

## Вплив на сучасність
Іменем Тараса Мельничука названо дві літературні премії:
- Коломийська міська Літературна премія імені Тараса Мельничука
- Премія «Князь роси» (заснована товариством «Плин» та «Буковинським журналом»)

Також, 14 жовтня 2009 в Івано-Франківську було започатковано щорічний Літературний фестиваль імені Тараса Мельничука «Покрова».

### Пам'ять про Тараса Мельничука
- Біля школи в селі Уторопи з 2012 року діє літераторатурно-меморіальний музей Тараса Мельничука.[4][5]
- Пам'ятник Тарасові Мельничуку в Уторопах біля його музею та школи.
- Меморіальна дошка на Коломийській дитячій бібліотеці № 2 названій його іменем. Там же діє кімната-музей.[6]
- Меморіальна дошка на школі, де навчався Мельничук, у Яблунові.[7]
- Меморіальна дошка у Косові на будівлі редакції газети, в якій працював поет.
- Вулиця Тараса Мельничука у Коломиї.

## Аудіокниги
- Тарас Мельничук. "Я знав..." : https://www.youtube.com/watch?v=j1UzV2n5BYk